# Ritter Rost

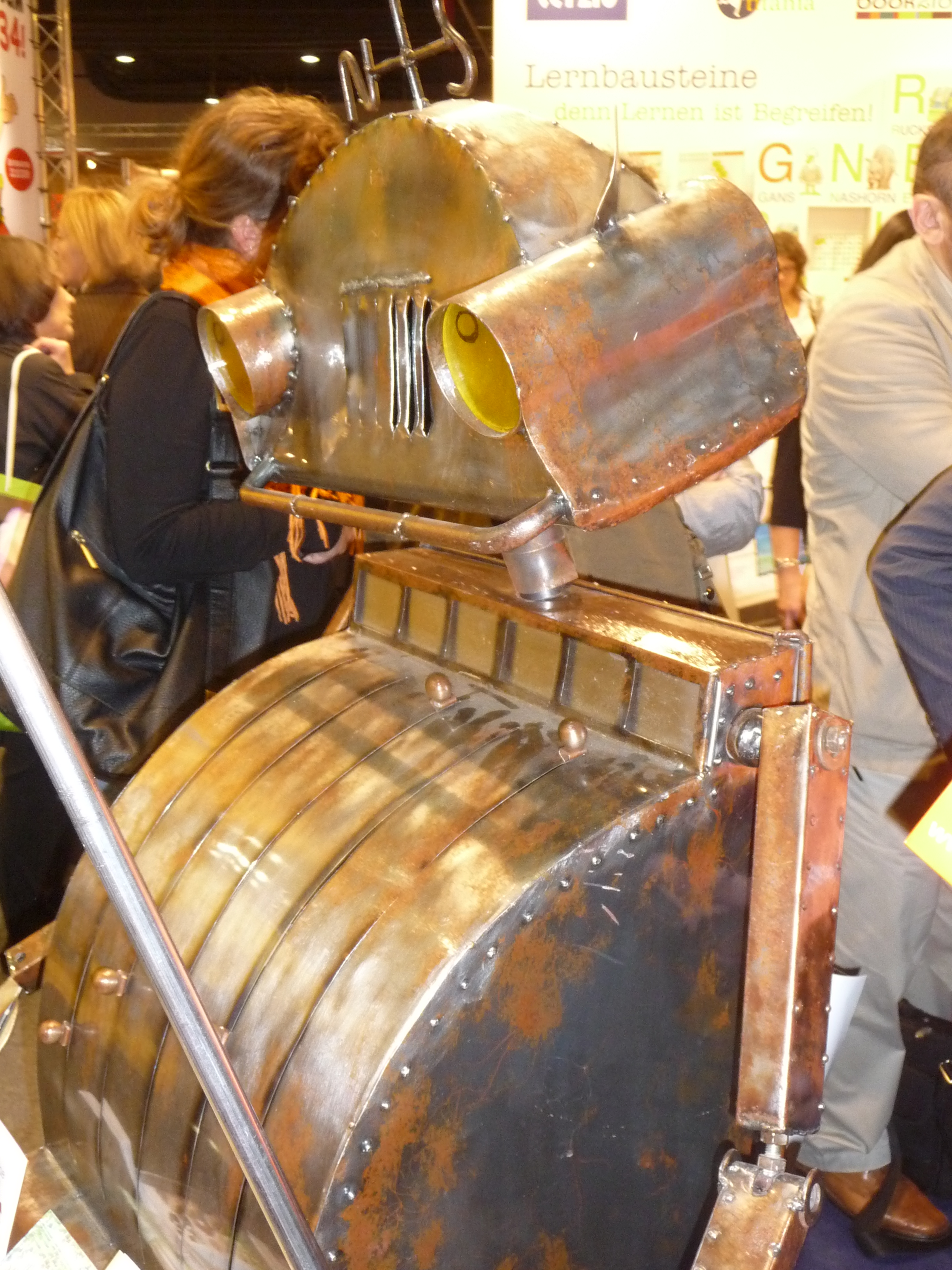
Ritter Rost

Ritter Rost ist der Titel einer Kinderbuchreihe von Jörg Hilbert (Text und Illustration) und Felix Janosa  (Musik). Die Bände enthalten jeweils den Text der Geschichte in Prosa, die als Comic gezeichneten Illustrationen sowie die kompletten Noten und Texte aller Lieder. Der Erzähler Fritz Stavenhagen führt durch die Handlung und stellt die Figuren in ihren Eigenheiten vor. Zudem existieren einige Trickfilm-Videos, in denen bekannte Lieder aus den Ritter-Rost-CDs gezeichnet werden, zum Beispiel: „Paolo mit dem Pizzablitz“, „So kocht die Oma von Ritter Rost“ und „Blechdance“. Diese Trickfilme laufen unregelmäßig in der Sendung mit der Maus. Seit dem Jahr 2013 existiert unter dem Titel Ritter Rost – Eisenhart und voll verbeult auch ein Animationsfilm mit den Figuren aus der Reihe und 2017 erschien mit Ritter Rost 2 – Das Schrottkomplott ein zweiter Teil.

## Entstehung
Jörg Hilbert schrieb und zeichnete Geschichten um den Ritter Rost am Anfang seiner Studienzeit und verstaute sie dann in einer Schublade. Als ihn Jahre später der Komponist Felix Janosa fragte, ob er Stoff für ein Kindermusical hätte, zeigte er ihm das Manuskript und dieser fing sofort an, Lieder dafür zu schreiben.
Veröffentlicht wurde das erste Buch im ConBrio Verlag, die nachfolgenden im Terzio Verlag.

## Hauptfiguren

### Ritter Rost
Ritter Rost ist ein sehr martialisch auftretender Ritter, der zu viel Angst hat und sich lieber mit der Zeitung auf dem Klo einschließt oder sich mit seinem Teddy ins Bett verkriecht, als als Ritter aufzutreten. In einem Lied beschreibt sich Ritter Rost folgendermaßen:
Mein Vater hat mich hergestellt

aus dem schönsten Schrott der Welt.

Statt Cola oder Dosenbier

trinke ich Maschinenschmier.

Der schönste, stärkste, klügste Mann

In Süd und West und Ost.

Ja, so bin ich

der Ritter Rost.
Er selbst hält sich für den stärksten, tapfersten und schlausten Ritter der Welt, ist aber in Wirklichkeit schwach und feige.
Seine Nahrung besteht aus Nägeln und Büroklammern und sein Pferd hat den Namen Feuerstuhl. Er wohnt zusammen mit dem Burgfräulein Bö und ihrem sprechenden Hut sowie dem Drachen Koks in der sogenannten Eisernen Burg „wo der Wald am finstersten ist, und wo sich noch nicht einmal die Räuber hinwagen“.

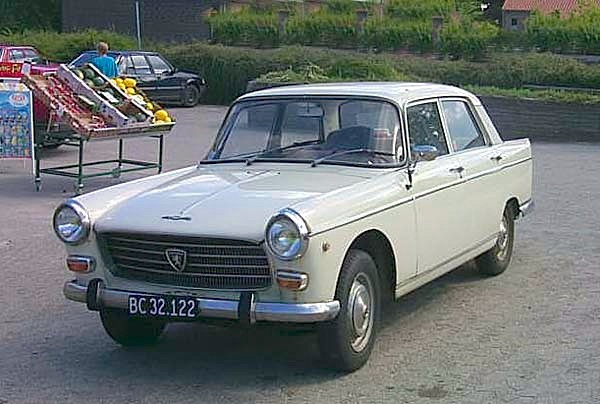
Peugeot 404

Jörg Hilberts Vorbild für den Ritter Rost war ein alter Peugeot 404 Kombi und die Registrierkasse der Bäckerei seiner Heimatstadt. Gespielt und gesungen wurde Ritter Rost von Hans-Günther Dobzinski (1994 bis 2001), Björn Dömkes (2002 bis † 2015) und Jean-Marc Birkholz (seit 2017).

### Burgfräulein Bö
Burgfräulein Bö, gespielt und gesungen von Patricia Prawit, ist der wahre „Mann im Haus“. Sie greift schon mal zu Pferd und Lanze, um den Drachen, der die Unterwäsche des Zirkusdirektors auf der Wäscheleine verbrannt hat, zu bestrafen. Ihr sprechender Hut gibt ständig in Reimform Unsinn und unpassende Kommentare von sich, z. B. ruft er in „Ritter Rost feiert Weihnachten“:

„Klotzen, nicht kleckern! Der König kommt zum Meckern!“

Hilberts Vorbild für die roten Haare des emanzipierten Burgfräuleins Bö waren die roten Haare seiner Frau Susanne. Ihren Namen Bö hat sie, weil sie wie ein Wirbelwind durch die Eiserne Burg saust.
Bö selbst beschreibt sich in einem Lied folgendermaßen:

„… ich bin die tapfere Burgfrau Bö. / Ich habe Kraft, ich habe den Mut / ich kann, was der Ritter kann, nur dreimal so gut …“

### Drache Koks
Koks, der Drache, muss als Strafe dafür, dass er ein Zirkuszelt in Brand gesetzt hat, die „Lästige Liste der täglichen Pflichten“ abarbeiten; dazu gehören Zähneputzen, Zimmeraufräumen und Früh-zu-Bett-gehen. Seinen Namen hat er von der brennenden Kohle, dem Koks. Gesprochen und gesungen wird Koks vom Mitautor Felix Janosa.
Der Drache Koks ist – laut Hilbert – bei Kindern die beliebteste Figur, weil er gerne Eis isst und sich vor dem Aufräumen drückt oder die Burg auf den Kopf stellt. In einem Lied mit dem bezeichnenden Titel „Nie darf man machen, was man will“ sagt Koks von sich selbst: „Mein Sternbild ist der Schütze und nicht der Wassermann. / Ich bin ein wilder Drache, der Feuer spucken kann, / doch will ich einmal spucken, fang’n die gleich an zu mucken …“

### König Bleifuß
König Bleifuß der Verbogene ist überaus eingenommen von seiner eigenen Klugheit („Weil ich so ein Schlaukopf bin.“) und lässt alle seine „Geistesblitze“ von seinem Hofschreiber Ratzefummel sofort aufschreiben. Er wird von Dieter Brink gesungen. Sein Körper ist eine Heizung, seine Nase eine Gabel.

### Pferd Feuerstuhl
Mechanisches Pferd und treuer Begleiter von Ritter Rost.

### Graf Zitzewitz
Graf Zacharias Zitzewitz ist der Erfinder sämtlicher Konsumartikel wie SUVs (super und verwegen), dauergrünem Garten. Er trägt als Kleidung eine grüne Tonne, auf der ein großes Z steht.

### Mies, der Werwolf
Mies, der Werwolf, gesungen von Jörg Hilbert, ist ein übergewichtiger, fauler Werwolf, der im Fabelwesenwald lebt. Sein Markenzeichen sind eine Schlafmütze und ein Lätzchen, auf dem ein Kind zu sehen ist. Mies ist meistens schlecht gelaunt und interessiert sich nur fürs Fressen, Schlafen und Fernsehen. Er ist so fernsehsüchtig, dass er stets einen kleinen Fernseher auf Rollen an einer Schnur hinter sich her zieht. Gesundes Essen mag er nicht, viel lieber frisst er kleine Kinder mit Pommes und Ketchup. Zusammen mit Koks moderiert er in der Hörspielreihe „Radio Schrottland“ die gleichnamige Sendung.

### Hexe Verstexe
Die Hexe Verstexe will Koks entführen, damit sein Drachenfeuer ihre Stinkesockensuppe verstärkt, die ihr ihre Hexenkraft gibt. Sie ist eine mollige, blonde Frau mit grünem Kleid und einer auffälligen Brille. In den Büchern ist sie seit ihrem Erstauftritt in „Ritter Rost und die Hexe Verstexe“ oft als Nebenfigur unter Menschenmengen zu sehen, in den Hörspielen ist sie eine wiederkehrende Gegenspielerin.

## Bücher
| Band | Titel                                                                                                   | Handlung |
| ---- | --- | --- |
| 1    | Ritter Rost Conbrio, 1994, Terzio, 2000, ISBN 978-3-89835-700-5                                         | Ritter Rost soll den Drachen Koks bekämpfen, der ein Zirkuszelt im Rahmen eines Wettbewerbs mit einem Werwolf, einem Bauchredner und einem Vampir in Brand gesetzt hat. Rost zeigt sich aber als Feigling und flieht auf seine Burg. Da greift Burgfräulein Bö ein, besiegt den Drachen und erlegt ihm zur Strafe die „lästige Liste der täglichen Pflichten“ auf. Nach einem Jahr Bewährungszeit ernennt sie ihn dann zum Knappen Feuerzeug, was mit einem großen Fest gefeiert wird.                            |
| 2    | Ritter Rost und das Gespenst Conbrio, 1995, Terzio, 2000, ISBN 978-3-89835-701-2                        | Während Ritter Rost zu einem großen Ritterturnier muss, um sein Ritterpatent zu erneuern, sucht auf der Eisernen Burg ein obdachloses Gespenst Unterschlupf und veranstaltet mit dem Hausdrachen Koks eine Gespenstershow. Das Turnier endet mit einem Sieg für Ritter Rost, der dadurch das Gespenst behalten muss. |
| 3    | Ritter Rost und die Hexe Verstexe Conbrio, 1996, Terzio, 2000, ISBN 978-3-89835-702-9                   | Die Hexe Verstexe braucht den Drachen Koks zum Anfeuern ihrer Stinkesockensuppe. Dieser will aber nicht und flieht. Als der von der Hexe Verstexe in einen Blechfrosch verwandelte Ritter Rost und Burgfrau Bö das entdecken, machen sie sich sofort auf die Suche nach dem Drachen. Währenddessen hat Koks viele Abenteuer zu bestehen und kommt schließlich nach vielen Umwegen leider doch auf der Hexenburg an, die kurze Zeit später auch Ritter Rost und Bö erreichen. Und zwar gerade zur richtigen Zeit … |
| 4    | Ritter Rost und Prinz Protz Conbrio, 1998, Terzio, 1999, ISBN 978-3-89835-703-6                         | Das Burgfräulein Bö ist unzufrieden mit seiner Situation auf der Eisernen Burg und läuft mit dem Prinzen Schrottfried, Prinz von und zu Protz davon. Ein Fehler, da der Prinz ein notorischer Entführer von Burgfräuleins ist. Aber Bö lässt sich nicht unterkriegen. |
| 5    | Ritter Rost macht Urlaub Terzio, 2000, ISBN 978-3-89835-704-3                                           | Ritter Rost beschließt nach Schrottland zu reisen, weil eine lange Regenperiode angekündigt ist. Deshalb erscheint Schrottland, das Land des Feuers, als ideales Urlaubsziel, doch es ist ebenfalls wolkenverhangen. Dies ändert sich jedoch, als Bö unter der Erde die Ursachen des Unwetters untersucht, während Ritter Rost sich an den Wolken zu schaffen macht. |
| 6    | Ritter Rost hat Geburtstag Terzio, 2001, ISBN 978-3-89835-705-0                                         | Ritter Rost will mit der Zeitmaschine beweisen, dass früher alles besser war. |
| 7    | Ritter Rost feiert Weihnachten Terzio, 2003, ISBN 978-3-89835-706-7                                     | König Bleifuß der Verbogene verlangt von allen seinen Rittern, dass sie ein vorbildliches Weihnachtsfest feiern. Dieses Buch enthält im Anhang einige bemerkenswerte Backrezepte, so auch zum Beispiel das folgende schottische Rezept: „Geschenkte Plätzchen erhält man meist in kleinen knisternden Tütchen, die man so lange weiter verschenken muss, bis man sie wiederbekommt (was drei bis vier Jahre dauern kann).“                                                                                        |
| 8    | Ritter Rost geht zur Schule Terzio, 2006, ISBN 978-3-89835-707-4                                        | Ritter Rost möchte in die Tafelrunde von König Bleifuß dem Verbogenen aufgenommen werden. Dafür geht er zur Ritterschule, um sich für die Aufnahmeprüfung vorzubereiten. Sein Schulbesuch führt allerdings zu einem heillosen Durcheinander. |
| 9    | Ritter Rost und die Räuber Terzio, 2008, ISBN 978-3-89835-708-1                                         | Koks’ Sparschwein ist verschwunden und die Schatztruhe ist auch leer. Und was wollen eigentlich die Räuber auf der Eisernen Burg des Ritter Rost? Käpt’n Koks vom andern Stern kommt einer unglaublichen Gaunerei auf die Schliche. |
| 10   | Ritter Rost ist krank Terzio, 2010, ISBN 978-3-89835-709-8                                              | Der Ritter Rost ist krank – angeblich! Denn eigentlich hat er nur wieder mal keine Lust auf Hausarbeiten. Mit roten Punkten im Gesicht, Burgfräulein Bö und Hausdrache Koks geht’s ab ins Rostpital, denn das rätselhafte „pfeifende Dosenfieber“ soll ja kuriert werden. |
| 11   | Ritter Rost und die Zauberfee Terzio, 2012, ISBN 978-3-551-27042-9                                      | Ritter Rost ist ein echter Glückspilz! Wann hat man schon mal eine Zauberfee im Haus, die einem alle Wünsche erfüllt? Ja, der Ritter Rost wäre allerdings nicht außen hart und innen hohl, wenn er sein Begehr mit Bedacht und Umsicht wählen würde. So wünscht er sich das Blaue von Schrottlands Himmel herunter und sorgt damit auf der Eisernen Burg für schrottreifes Chaos … |
| 12   | Ritter Rost und das Haustier Terzio, 2013, ISBN 978-3-551-27102-0                                       | Ritter Rost ist skeptisch – Koks ist begeistert: Er hat ein eigenes Haustier! Es sieht zwar mit seinen grünen Zotteln und den Wurzelfüßen gar nicht wie ein normales Haustier aus, aber er hat es zu Hause gefunden und das ist der Beweis. Doch als das kleine Wuschelding immer größer und größer wird, wächst Koks die Sache buchstäblich über den Kopf. Mit diesem Haustier stimmt was nicht! Bald passt es schon nicht mehr durch das Burgtor. Ob wohl der Tierarzt weiß, was zu tun ist?                    |
| 13   | Ritter Rost wird Filmstar Terzio, 2014, ISBN 978-3-551-27124-2                                          | Große Aufregung auf der Eisernen Burg: Ein Filmteam steht vor dem Tor, um einen Ritterfilm zu drehen. Die Hauptrolle spielt aber nicht der Ritter Rost, sondern der berühmte Schauspieler Ronny Smart. Das Burgfräulein Bö ist begeistert, während Koks der Drache von dem Rummel nur genervt ist. Ob es wohl ein Happy End gibt? |
| 14   | Ritter Rost und der Schrottkönig Terzio, 2015, ISBN 978-3-551-27121-1                                   | … |
| 15   | Ritter Rost auf Schatzsuche Carlsen, 2016, ISBN 978-3-551-27138-9                                       | … |
| 16   | Ritter Rost und das Sternenschiff Carlsen, 2017, ISBN 978-3-551-27143-3                                 | Außerirdische entführen Feuerstuhl, Ritter Rosts Pferd. Mit der Z13 Rakete von Graf Zitzewitz suchen Bö und Koks das Sternenschiff im Weltraum. Ritter Rost bleibt in der Bodenstation auf der Eisernen Burg. Zusammen versuchen sie, Feuerstuhl zu befreien. |
| 17   | Ritter Rost und die neue Burg Carlsen, 2018, ISBN 978-3-551-27145-7                                     | … |
| 18   | Ritter Rost und das Einhorn Annette Betz, 2019, ISBN 978-3-219-11848-3                                  | … |
| 19   | Ritter Rost und das magische Buch Annette Betz im Ueberreuter Verlag, 2020, ISBN 978-3-219-11892-6      | … |
| 20   | Ritter Rost im WWWunderland Annette Betz im Ueberreuter Verlag, 2021, ISBN 978-3-219-11926-8            | … |
| 21   | Ritter Rost und Familie Schrottkompott Annette Betz im Ueberreuter Verlag, 2023, ISBN 978-3-219-12016-5 | Das Familienfest der Röste steht an, anlässlich dessen sich der Ritter Rost von der bekannten Künstlerin Magnesia von Kronenklecks porträtieren lässt. Mit dem Ergebnis ist er allerdings nicht einverstanden. Zu allem Überfluss herrscht auch noch Unfrieden zwischen ihm, Bö und Koks. Doch am Ende wird es doch noch eine gelungene Feier. |

### Weitere Bücher
- Ritter Rost Kochbuch (Kochbuch)
- Ritter Rost Lesefutter – Don Quietsch
- Ritter Rost Lesefutter – Rösti und Bö
- Ritter Rost Lesefutter – Koks der Drache
- Ritter Rost Lesefutter – Ratzefummel
- Englisch lernen mit Ritter Rost (Englischlehrbuch)
- Ritter Rost Freundebuch (Freundebuch)
- Ritter Rost Familienbuch (Familienbuch)[10]

## Hörspiele und Hörbücher
Neben den Büchern des vorangegangenen Abschnitts existieren die Hörspielreihen „Ritter Rost Hörspiel“ und „Radio Schrottland“ sowie „Die Ritter Rost Hörspielabenteuer zur TV-Serie“. Erstere enthält längere Hörspiele, zweitere imitiert Radiosendungen und letztere folgt der TV-Serie und enthält kürzere Episoden. Zudem gibt es die Hörbuchreihe „Ritter Rost Lesefutter“.
| Folge | Titel                          |
| ----- | ------------------------------ |
| 1     | Die Bauchredner                |
| 2     | Der Vampir                     |
| 3     | Die Zauberinsel                |
| 4     | Die fantastischen Fünf         |
| 5     | Die Windmühlen                 |
| 6     | Der doppelte Koks              |
| 7     | Unter Wasser                   |
| 8     | Feuerstuhl                     |
| 9     | Der Babysitter                 |
| 10    | Im Weltraum                    |
| 11    | Jäger des verlorenen Geschirrs |
| 12    | Die Zauberfee                  |
| 13    | Der Roboter                    |
| 14    | Die Sportskanone               |
| 15    | Das Phantom                    |

| Folge | Titel           |
| ----- | --------------- |
| 1     | Ritter          |
| 2     | Ohrwürmer       |
| 3     | Tiere           |
| 4     | Gespenster      |
| 5     | Erfindungen     |
| 6     | Detektive       |
| 7     | Piraten         |
| 8     | Ab in den Süden |
| 9     | Hoch zu Ross    |

| Folge | Titel           |
| ----- | --------------- |
| 1     | Don Quitsch     |
| 2     | Rösti und Bö    |
| 3     | Koks der Drache |
| 4     | Ratzefummel     |

## Kritiken
- „Die elf Songs haben durchweg milde Ohrwurmqualitäten; daß dabei bisweilen bekannte Melodien knapp unterhalb der Plagiatsgrenze zitiert werden, mag dazu beitragen.“[11] (Frankfurter Allgemeine Zeitung)
- „Für Menschen, die gerne in Phantasiewelten mit verschrobenen Figuren abtauchen, spielt Kinderbuchautor Jörg Hilbert schon längst in der Michael-Ende-Liga.“ (Süddeutsche Extra)
- „Mischung aus Fantasie und Alltag“ (Neue Zürcher Zeitung)
- „Kein anderes Kindermedium ist derart frech, unverwechselbar und hochwertig zugleich.“ (Die Kindergartenzeitschrift)
- „Seine Bücher sind Bestseller und seine Lieder Ohrwürmer, die sogar Eltern zum Swingen bringen.“ (Die Zeit)
- „Wortwitz in Blech“ (Rheinischer Merkur)

## Lieder
Die zahlreichen Lieder, die sehr zur Popularität des Ritters beigetragen haben, enthalten viele Anspielungen auf die Popkultur. So wird in dem Lied „O Bellabimba Schnuckelschnäuzchen“ durch den Alleinunterhalter Roxy Ascheimer die volkstümliche Musik persifliert: „So schöne Lieder hört heut keiner mehr, die Jugend will nur Rap und Punk.“ Der Kommentar des Drachen Koks dazu ist knapp: „Na endlich, Gott sei Dank!“

## Verfilmungen

### Spielfilm
Ein 3D-Animationsfilm mit Ritter Rost namens Ritter Rost – Eisenhart und voll verbeult wurde 2012 produziert. Rick Kavanian übernahm hier die Sprechrolle des Ritters und wurde dafür beim Trickfilmfestival Stuttgart 2013 mit dem Deutschen Animationssprecherpreis ausgezeichnet. Am 10. Januar 2013 lief der Film in den deutschen Kinos an.
Am 19. Januar 2017 startete Ritter Rost 2 – Das Schrottkomplott in den deutschen Kinos.

### 3D-Serie
2013–2014 wurde auf dem KiKa in zwei Staffeln mit insgesamt 52 Folgen eine 3D-Animationsserie ausgestrahlt. Sprecher und Produktion sind identisch mit dem Spielfilm.

### Musikvideos
Der WDR ließ 2007 für die Sendung mit der Maus eine Serie mit 16 Musikvideos als klassischen Zeichentrick anfertigen.

## Musiktheater-Aufführungen
Zwischen 2005 und 2012 wurden Bühnenfassungen auf der Felsenbühne Staatz bei den alljährlichen Sommerfestspielen gezeigt.
Seit dem Jahr 2000 führt die Hamburger Tourneetheater-Produktion Leuchtende Augen in Zusammenarbeit mit dem Terzio-Verlag in abwechselndem Turnus „Ritter Rost 1“, „Ritter Rost und das Gespenst“, „Ritter Rost geht zur Schule“, „Ritter Rost ist krank“, „Ritter Rost Revue“ sowie „Ritter Rost feiert Weihnachten“ auf den Bühnen Deutschlands und Südtirols auf. (Bis dato insgesamt über 500 Auftritte; Stand 2014.)

## Varia
Im Rahmen des Kulturhauptstadt-Ruhr.2010-Projekts erklärte die Kinderbuchfigur Kindern die Region, unter anderem durch vier Ritter-Rost-Bücher, die im Ruhrgebiet spielen. So wird etwa anschaulich erklärt, wie aus einem Stahlwerk ein Landschaftspark entsteht.
Von März 2019 bis April 2025 firmierte der bisherige „Magic Park“ in Verden unter dem neuen Namen „Ritter Rost – Magic Park“.
Das Handwörterbuch zur deutschen Rechtsgeschichte enthält einen scherzhaften Artikel von Lisa Cordes zu einem fingierten frühmittelalterlichen Sagenzyklus „Ritter Rost“.